# 谷口たかひさ
谷口 たかひさ（たにぐち たかひさ、1988年5月27日 - ）は日本の実業家、環境活動家、アドレスホッパー。

## 来歴
1988年、大阪府門真市生まれ。日本の大学在学中に、留学費用のためインターネットビジネスで起業し、イギリスへ留学。
卒業後、チェーンストアのエリアマネージャー、アフリカのギニアでの学校設立に貢献、メガバンク／M&A／メディアのコンサルタント、グローバルIT企業の取締役を経験。
プラスチック問題と、時間と共に価値が減る地域通貨に取り組むため、ドイツへ移住し、起業。
2019年、ドイツで気候危機の深刻さを目の当たりにし、「みんなが知れば必ず変わる」をモットーに「地球を守ろう！」を立ち上げ、気候危機の発信や講演を開始。
ドイツと日本の家を売りホテルで暮らしながら講演活動を行っており、現在はコスタリカに家を買っている。
世界中から講演に呼ばれるようになり、4年間で通算2,000回以上の講演を達成。学校講演は450校以上。全都道府県での講演を達成している。

趣味は旅と勉強で、訪れた国は約80ヵ国、保有資格は国際資格や国家資格を含め30個以上。英検1級とTOEIC満点。
初の著書「シン・スタンダード」は発売前の予約段階でAmazon人気度ランキング１位を達成し、ベストセラーとなる。

## 活動
「みんなが知れば20人に1人ぐらいが変わる」＆「俺は俺」嫌われても気にしないをモットーに、『地球を守ろう！』代表として気候保護のための活動を行う。子供たちをみて自分が恥ずかしいと思い活動！！
2019年7月23日にBBCで報道されたニュース『Climate change: 12 years to save the planet? Make that 18 months（地球を守るにはあと12年？いや18ヵ月だ）』に衝撃を受け、気候保護ための活動を始める。
2019年9月より日本に一時帰国し、日本での気候危機の認知度向上へ向けて全国ツアーを行っている。2019年12月26日に全国47都道府県での講演達成。
尊敬する人はスウェーデンの気候活動家グレタ・トゥーンベリ。
2021年にアメリカのニューヨークで開催された国連総会に招待され、『気候変動と生態学的脅威』のパネルで司会とスピーチを行った。
全国の小中学校、高等学校、市町村でSDGs13についての講演を行なっている。
活動4年目（2024.2月現在）
学校講演数は全国で388校
「気候変動について自分にできることをやっていこうと決めました」
「生きる希望が湧いた」
「私はわたしと思えるようになりました」
「谷口さんのような活動家になりたいという夢ができた」
など、講演後は毎回たくさんの感想が届いている。
また、Xにて参政党の掲げる｢日本人ファースト｣について否定的な意見を述べる友人がいることを明かし、本人もその意見に賛成していたが、コメント欄では谷口氏に対する批判が殺到した。